# 希捷U系列硬盘
希捷U系列硬盘（英語：Seagate U Series），是由希捷公司出品的硬盘系列产品，于1998年6月推出，截至2000年5月22日，该系列产品的销量已经超过26,900,000块，据称超过了同时期其他任何硬盘。该系列为针对中低端市场的IDE硬盘，转速为每分钟5400转。

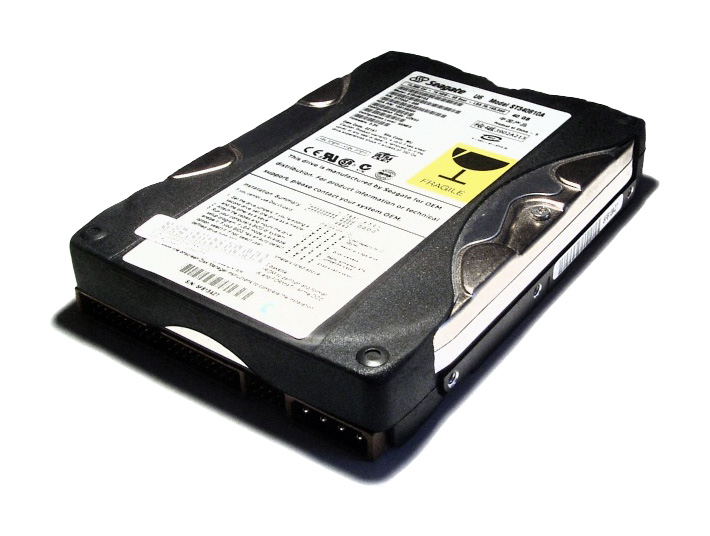
希捷U6 40GB

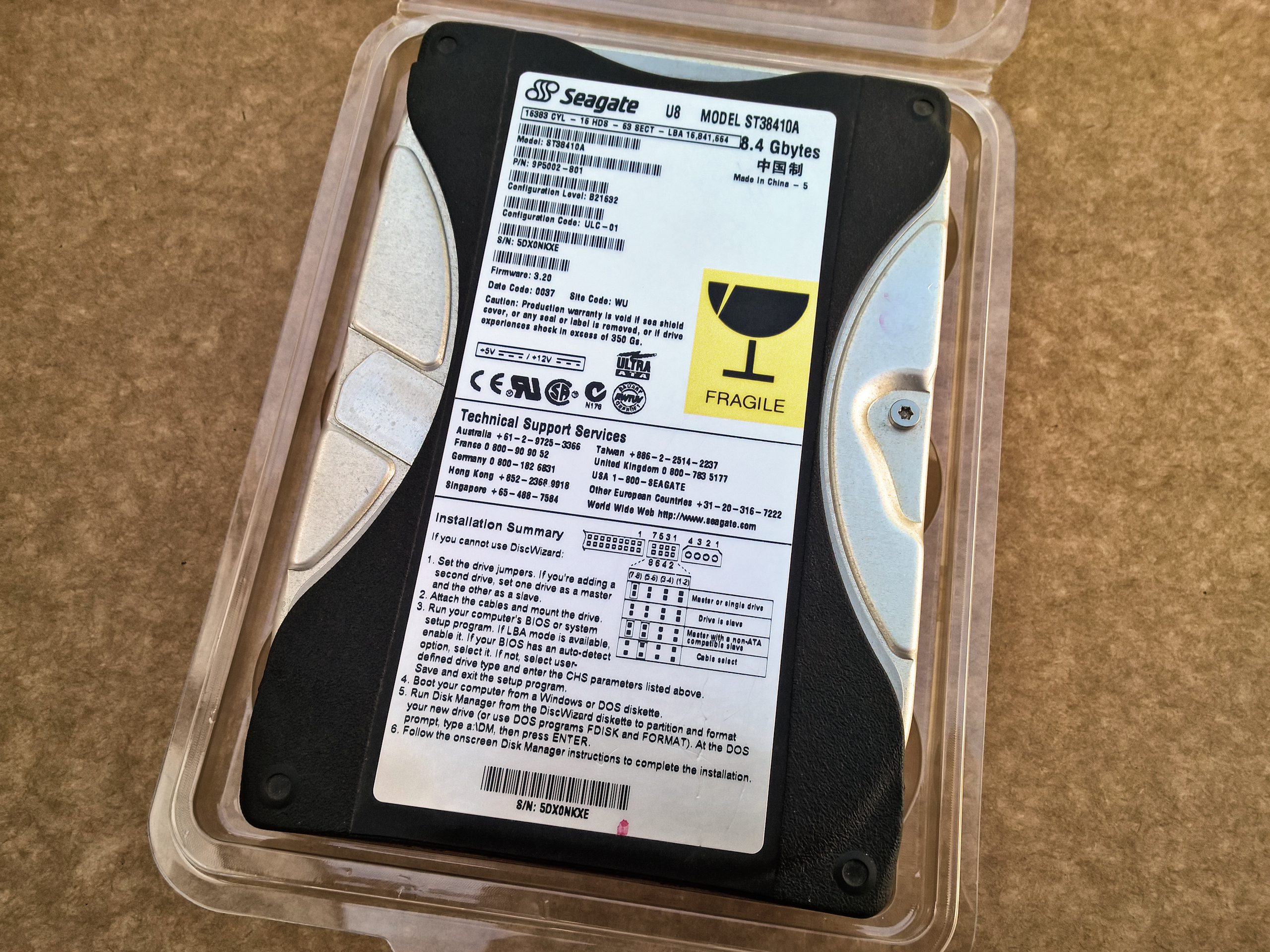
希捷U8 ST38410A

希捷U系列硬盘的外观普遍带有黑色的塑料SeaShield 保护盖，有很高的辨识度。其型号包括U4、U5、U6、U8、U9、U10（X）等，比如希捷U8 ST38410A，其容量为8.4G，单碟容量 4.3GB，接口速率为UltraATA/66，缓存为512K，转速为5400转，平均寻道时间为8.9ms，它也是希捷最受欢迎的“超值”系列硬盘之一，U系列硬盘家族是专门为了消费类电子产品、Internet访问产品、入门级计算机和基于终端设备的应用环境而设计的。

## 引用
1. ↑  . tech.sina.com.cn.   [2022-04-03]. （原始内容存档于2022-04-03）.
2. 1 2  . tech.sina.com.cn.   [2022-04-03]. （原始内容存档于2022-04-04）.
3. 1 2  . 清华大学出版社有限公司. 2005: 128  [2022-04-16]. （原始内容存档于2022-04-16）.
4. ↑  . CNET.   [2022-05-03]. （原始内容存档于2022-05-03） （英语）.
5. ↑  . Gough's Tech Zone. 2019-12-25  [2022-05-03]. （原始内容存档于2022-10-11） （美国英语）.
6. 1 2  Becker, David. . CNET.   [2022-05-03]. （原始内容存档于2022-05-03） （英语）.
7. ↑  Becker, David. . CNET.   [2022-05-03]. （原始内容存档于2022-05-03） （英语）.